# Maria Jentys-Borelowska
Maria Teresa Jentys-Borelowska (Maria Jentys-Wronkowska, Maria Wronkowska) (ur. 1 stycznia 1942 w Łukowie) – polska publicystka, redaktorka, poetka i krytyk literacki.

## Życiorys
Absolwentka Liceum Ogólnokształcącego im. Tadeusza Kościuszki w Łobżenicy (1959) oraz filologii polskiej na Uniwersytecie Warszawskim (1959–1964). Przez rok studiowała także filologię klasyczną. Po zakończeniu studiów pracowała kolejno w redakcjach: Rocznika Biblioteki Narodowej (1965–1968), Redakcji Literatury Pięknej Współczesnej Ludowej Spółdzielni Wydawniczej (1970–1979) oraz w Redakcji Debiutów Państwowego Wydawnictwa „Iskry” (1979–1991). W okresie 1991–1993 pełniła funkcję sekretarza w Oficynie Literatów i Dziennikarzy „Pod Wiatr”. W 1993 roku przez krotki okres była zatrudniona w Zakładzie Przewodnika Bibliograficznego Biblioteki Narodowej, a następnie – aż do przejścia na emeryturę w 2002 roku – w Pionie Encyklopedii Wydawnictwa Naukowego PWN. Po zakończeniu pracy zawodowej pozostawała aktywna, współpracując z kwartalnikami „Migotania, przejaśnienia” oraz „Wyspa”, gdzie była m.in. członkiem zespołów redakcyjnych.
Od 1995 roku była członkinią Stowarzyszenia Pisarzy Polskich, pełniąc w nim funkcję: członka Zarządu Oddziału Warszawskiego (2005–2008) oraz sekretarza Zarządu Głównego Stowarzyszenia (2008–2010).

## Twórczość
Jako publicystka debiutowała w 1963 roku na łamach tygodnika studenckiego „Politechnik”. W 1972 roku debiutowała jako krytyczka literacka na łamach „Tygodnika Kulturalnego”, a jako poetka – w 1977 roku na łamach kwartalnika „Regiony”. W latach 1984–2000 swoje liczne recenzje, szkice, wiersze i opowiadania publikowała w takich czasopismach jak „Odra”, „Twórczość”. „Zielony Sztandar”, „Nowe Książki”, „Więź”, „Nadodrze”, „Literatura”, „Sycyna”, „Akant” czy „Śląsk”. Używała pseudonimów: Anna Zdaniewska; Ewa Mańkowska; M.J. Brała udział redaktorski oraz autorski w pracach nad takimi publikacjami jak Literatura polska XX wieku. Przewodnik encyklopedyczny, Wielka Encyklopedia PWN oraz Encyklopedia literatury światowej (ostatecznie niewydana). Zajmowała się również opracowaniem i edycją twórczości Jana Drzeżdżona, Stanisławy Kopiec, Tadeusza Siejaka oraz Henryka Sekulskiego.

## Nagrody i odznaczenia
- 1984 – Srebrny Krzyż Zasługi
- 1988 – Odznaka „Zasłużony Działacz Kultury”
- 2004, 2006 – stypendium Ministra Kultury i Dziedzictwa Narodowego
- 2007 – Nagroda Specjalna Ministra Kultury i Dziedzictwa Narodowego
- 2007 – Nagroda Funduszu Promocji Twórczości Ministerstwa Kultury i Dziedzictwa Narodowego
- 2011 – Nagroda im. Witolda Hulewicza
- 2014 – stypendium Marszałka Województwa Pomorskiego
- 2016 – Brązowy Medal „Zasłużony Kulturze Gloria Artis”, którego to odznaczenia jednak nie odebrała[1]

## Życie prywatne
Córka lekarzy Jerzego Jentysa i Kamili ze Zdaniewskich. W 1963 zawarła związek małżeński z Leszkiem Wronkowskim, pracownikiem naukowo-dydaktycznym Politechniki Warszawskiej, z którym rozwiodła się w 1976 roku. W 2009 ponownie wyszła za mąż, poślubiając Marcina Borelowskiego – emerytowanego pracownika naukowo-dydaktycznego krakowskiej Akademii Górniczo-Hutniczej i Politechniki Krakowskiej.

## Wybrane publikacje
- Córka Ikara (wiersze z lat 1970–1980), Warszawa, 1990, OCLC 834102083;
- I światłem być, i źrenicą: szkice o literaturze, Warszawa : Okolice, 1990, OCLC 834082656;
- Wilcze gniazdo przewodnik historyczny (1991);
- Szare godziny Weroniki: wiersze i proza, Warszawa : Nowy Świat, 2003, ISBN 83-7386-037-1;
- Pomnożyć serca dostatek: o poetkach, poetach i prozaikach, Warszawa : Nowy Świat, 2004, ISBN 83-7386-068-1;
- Nić Ariadny: z notatnika recenzentki, Toruń : Wydawnictwo Adam Marszałek, 2005, ISBN 83-7441-146-5;
- Argonauci naszych czasów: o prozie polskiej (i niepolskiej), Toruń : Wydawnictwo Adam Marszałek, 2009, ISBN 978-83-7611-525-2;
- Ogrody zamyśleń, marzeń i symboli. Rzecz o Janie Drzeżdżonie, Gdańsk : Wojewódzka Biblioteka Publiczna im. Josepha Conrada-Korzeniowskiego : Fundacja Światło Literatury, 2014, ISBN 978-83-89285-72-0;
- Z wyroku cara. Dziennik zesłanki, Gdańsk : Fundacja Światło Literatury, 2018, ISBN 978-83-942285-1-4 – powieść historyczna poświęcona Aleksandrze Jentysównie, ciotce-babce[2] (ciotecznej babce[3]) autorki;
- Portret w półcieniach, Warszawa: PIW, 2022, ISBN 978-83-8196-359-6.

Tłumaczenia
- Barbara Cartland, Niezwykła żona, Warszawa: Amber 1994, 148 s. ISBN 83-7082-199-5.
- Barbara Cartland, Święte szafiry, Warszawa: Amber 1994, 151 s. ISBN 83-7082-426-9.
- Barbara Cartland: Wieczór radości, Warszawa: Amber 1994, 165 s. ISBN 83-7082-166-9.